# Torre Granara
La Torre Granara (175 m s.l.m.) sorge a 77 metri dal muro di cinta di levante del Forte Tenaglia in direzione 251° Sud ed a 98 metri dal Forte Crocetta in direzione 68° Est, in pratica è posizionata al centro di una linea di mura con feritoie che collega i due forti. La torre fa parte del catalogo dei beni culturali con decreto ministeriale dal 7 novembre 2014.

## Storia
Nel 1817 fu affidato al Maggiore Giulio D'Andreis, direttore del Genio Militare di Genova la costruzione di piccole torri a pianta circolare a difesa delle mura seicentesche. La torre fungeva da corpo di guardia e polveriera. Il nome probabilmente deriva dal proprietario del terreno su cui sorgeva il Forte Crocetta, tal Domenico Granara fu Gerolamo, oppure dal fatto che avesse anche la funzione di deposito per il grano. Nel 1825 il progetto di costruire diverse torri di difesa affidato ad Andreis fu interrotto perché veniva considerato ormai obsoleto a fronte di costruzioni di diverso tipo. Per questo motivo la torre risulta incompleta e fu convertita a corpo di guardia. Delle torri simili risultano complete quelle di Torre San Bernardino, Torre Quezzi e la Torre Monteratti. 
All'interno potevano essere presenti due pattuglie di fucilieri e durante l'ultimo conflitto la torre venne equipaggiata da pezzi di artiglieria e contraerea.
Ad oggi la torre è su terreno di proprietà privata ed è ricoperta da rovi. Durante la seconda guerra mondiale fu semi-distrutta da colpi di artiglieria nel 1943 diretti al vicino forte. La torre sorge vicino ad antiche crose medioevali che si presume ricalcassero antichi percorsi romani.

## Struttura
La struttura sorge su di un terrapieno bastionato pentagonale ed è composta da due piccole strutture costruite una dentro l'altra di cui la prima a forma circolare che contiene una fabbricato rettangolare. Inizialmente la struttura circolare aveva un tetto che copriva la struttura rettangolare destinata a corpo di guardia anch'essa provvista di tetto. La struttura circolare aveva feritoie dalle quali i fucilieri potevano sparare. All'interno del fabbricato circolare vi era una cisterna ed un magazzino.